# Epibryon turfosorum
Epibryon turfosorum är en svampart som först beskrevs av Mouton, och fick sitt nu gällande namn av Döbbeler 1978. Epibryon turfosorum ingår i släktet Epibryon och familjen Pseudoperisporiaceae.   Inga underarter finns listade i Catalogue of Life.